# 天门增八
室女座85，又名BD-15 3735，HD 119786、SAO 158147、HR 5170，是室女座的一颗恒星，视星等为6.19，位于銀經321.56，銀緯45.14，其B1900.0坐标为赤經13h 40m 11.9s，赤緯-15° 45.14′ 54″。